# Duke (Bośnia i Hercegowina)
Duke – wieś w Bośni i Hercegowinie, w Federacji Bośni i Hercegowiny, w kantonie środkowobośniackim, w gminie Kiseljak. W 2013 roku liczyła 27 mieszkańców, z czego większość stanowili Chorwaci.